# Soliman le Magnifique (film)

Soliman le Magnifique (titre original : Solimano il conquistatore) est un film italo-yougoslave de Vatroslav Mimica et Mario Tota, sorti en 1961.

## Synopsis
En 1566, l’armée turque commandée par Soliman le Magnifique marche sur Vienne semant la mort et la désolation sur son passage. Sur son chemin, au milieu des marécages se dresse la forteresse de Samograd commandée par le capitaine Nicholas Orlovitch qui refuse de se rendre. Soliman décide de l'anéantir...

## Fiche technique
- Titre français : Soliman le Magnifique[1]
- Titre original : Solimano il conquistatore
- Titre serbo-croate : Tvrdjava samograd
- Réalisation : Mario Tota et Vatroslav Mimica[2] (supervision)
- Scénario : Stipe Delic, Vatroslav Mimica, Michelangelo Frieri et Mario Caiano
- Adaptation française : Jacques Michau
- Dialogues français : Lucette Gaudiot
- Directeur de la photographie : Giuseppe la Torre
- Système : Totalscope, Eastmancolor
- Musique et direction d’orchestre : Francesco De Masi
- Costumes : Giorgio Desideri
- Production : Astor
- Producteur : Vatroslav Mimica
- Avec la participation de : CFS Kosutnjak Belgrade
- Directeur de production : Adriano Merkel
- Maitre d’armes : Pietro Ceccarelli (it)
- Montage : Enzo Alfonsi
- Maquillage : Duilio Giustini
- Genre : film d'aventures, film d'action, péplum
- Pays :  Italie -  Yougoslavie
- Aspect ratio : 2.35 : 1
- Durée : 84 minutes
- Distributeur en France : Cosmopolis films et les films Marbeuf
- Date de sortie :
  -  Italie : 7 décembre 1961
  -  France : 21 novembre 1962

## Distribution
- Edmund Purdom  (VF : Marcel Bozzuffi) : Ibrahim Pasha
- Giorgia Moll  (VF : Mireille Darc) : Vesna Orlovitch
- Alberto Farnese : Gaspard
- Luciano Marin  (VF : Michel Cogoni) : Boris Gregorich
- Stane Potokar  (VF : Louis Arbessier) : le capitaine Nicholas Orlovitch
- John mc Douglas  (VF : René Bériard) : le commandant de Koresta
- Evi Maltagliati  (VF : Lucienne Givry) : Anna, la gouvernante
- Loris Gizzi  (VF : Roger Tréville) : Soliman II
- Andrea Aureli  (VF : Georges Atlas) : Yurik
- Nada Kasapic  : la femme de Yurik
- Raf Baldassarre : le lieutenant d’ Ibrahim
- Nando Tamberlani  (VF : Fernand Fabre) : le chancelier de Vienne
- Amedeo Trilli : l’écuyer de Boris
- Silvio Bagolini : l’ivrogne de la taverne
- Enzo Doria : le confident de Soliman II
- Vladimir Medar : le maréchal-ferrant
- Mira Tapavica  (VF : Sophie Leclair) : la danseuse
- Andrej Gardenin  : un cavalier
- Dusan Janicijevic : un homme de Samograd
- Janez Vrhovec (sr) : un homme de Samograd
- Narration : Jacques Torrens